# Bruno Cremer
Pour les articles homonymes, voir Cremer.
Ne doit pas être confondu avec Bruno Abraham-Kremer.
Bruno Cremer est un acteur français né le 6 octobre 1929 à Saint-Mandé (Seine) et mort le 7 août 2010 dans le 14e arrondissement de Paris. Il est notamment connu pour avoir été l'interprète du personnage du commissaire Maigret dans la série télévisée homonyme de 1991 à 2005.
Au début des années 1950, le comédien fait partie de la « bande du Conservatoire ». Il est le père de l'écrivain Stéphane Crémer.

## Biographie

### Jeunesse
Bruno Jean Marie Cremer naît le 6 octobre 1929 à Saint-Mandé, près de Paris, de parents belges. Sa mère, Belge d'origine flamande, est musicienne, tandis que son père, homme d'affaires né à Lille, a pris la nationalité belge en 1914, lorsque l’armée française refusa de l'engager en raison de son jeune âge. Il est le cadet d'une famille bourgeoise de trois enfants. Son frère, Georges-Alfred (1927-2013), deviendra professeur de médecine, doyen de la faculté Cochin Port-Royal puis président de l'université Paris-V et membre de l'Académie nationale de médecine.
Il passe son enfance dans un immeuble haussmannien de la place de la Nation à Paris. Il nourrit le goût de la scène dès l'âge de douze ans et reçoit la nationalité française à dix-huit ans selon la loi de 1889 en vigueur alors. 

### Théâtre
Dès la fin de ses études secondaires à l'École des Roches, Bruno Cremer est admis au Conservatoire national supérieur d'art dramatique, où il prend des cours pendant dix ans. Il fait partie de la promotion 1952, avec Annie Girardot, Jean-Paul Belmondo, Jean Rochefort, Claude Rich, Jean-Pierre Marielle, Michel Beaune, etc. Leur groupe d'amis est connu sous le nom de « bande du Conservatoire ».
Il débute sur scène en 1953 au théâtre de l'Œuvre dans Robinson de Jules Supervielle. Cremer passera la décennie sur les planches dans des pièces de Shakespeare (Richard II mis en scène par Jean Vilar, le rôle-titre de Péricles, prince de Tyr aux côtés de Nelly Borgeaud, Tsilla Chelton, Francine Bergé…), Oscar Wilde (Un mari idéal avec Françoise Brion et Delphine Seyrig), Alfred de Vigny (Chatterton avec Michel Bouquet, Jean-Pierre Marielle, Jean-Louis Richard), Jean Anouilh (le rôle de Saint-Just dans Pauvre Bitos ou le Dîner de têtes avec Michel Bouquet, Jean Martinelli, Pierre Mondy, et surtout le rôle-titre offert par l'auteur dans Becket ou l'Honneur de Dieu aux côtés de Daniel Ivernel et Martine Sarcey), George Bernard Shaw (La Maison des cœurs brisés avec Michel Bouquet — metteur en scène et interprète — et Lucien Nat).
Absorbé par sa carrière à l'écran, Cremer  ne revient au théâtre qu'en 1971 dans Alpha Beta, puis, dix ans plus tard, dans Bent, où, face à Jean-Pierre Sentier, il incarne un homosexuel dans un camp nazi, en 1990-1991 dans Love Letters aux côtés d'Anouk Aimée et en 1997 dans Après la répétition d'Ingmar Bergman en compagnie d'Anna Karina.

### Cinéma
Bruno Cremer  débute au cinéma par de la figuration en 1952, avant un premier second rôle dans Quand la femme s'en mêle en 1957, sous la direction d'Yves Allégret, où il côtoie un autre débutant : Alain Delon. Plus tard, en 1965, son rôle d'adjudant, d'origine alsacienne, ayant fait la guerre en tant qu'incorporé de force au sein de l'armée allemande, dans la 317e Section de Pierre Schoendoerffer lui ouvre une grande carrière sur les écrans, qui commence par un cinéma d'auteurs souvent engagés (Schoendoerffer, Bertrand Blier et Costa-Gavras qui le dirigeront plusieurs fois, Luchino Visconti, Michel Deville, Jacques Doniol-Valcroze). Dans Les Gauloises bleues (1968), il a le plaisir de donner la réplique à son amie Annie Girardot (il la retrouvera dès l'année suivante), comme plus tard à Jean-Paul Belmondo dans L'Alpagueur.
Le rôle-titre de La Bande à Bonnot est une manière de sacre en 1969. Il s'impose en vedette ou second rôle de films virils signés par Yves Boisset, William Friedkin, Daniel Duval, José Giovanni, Roger Hanin, Raoul Coutard, associé ou opposé à des comédiens tels que Bernard Blier, Michel Piccoli, Charles Vanel, Jacques Brel, Jean-Louis Trintignant, Maurice Ronet, Roy Scheider, Giuliano Gemma et Jacques Perrin. Marlène Jobert, Marie-Christine Barrault, Fanny Cottençon, Miou-Miou, Claudia Cardinale, Catherine Alric tempèrent de leur présence cet univers d'hommes. D'un autre côté, l'acteur diversifie ses collaborations : Patrice Chéreau, Claude Lelouch, Claude Sautet, Claude d'Anna, Anne-Marie Miéville jalonnent son parcours. Incarnant le colonel Rol-Tanguy dans Paris brûle-t-il ? de René Clément, jésuite dans Anthracite d'Édouard Niermans, il interprète en 1984 Le Matelot 512 de René Allio aux côtés de Dominique Sanda.
Depuis, Falsch de Jean-Pierre Dardenne et Luc Dardenne, De bruit et de fureur et Noce blanche de Jean-Claude Brisseau, Tumultes, de Bertrand Van Effenterre, Sous le sable de François Ozon, où il est le mari disparu de Charlotte Rampling, Mon père, il m'a sauvé la vie de José Giovanni ont chaque fois témoigné de l'exigence et du talent de l'acteur de cinéma.

### Télévision
Cremer  tourne pour la première fois pour le petit écran en 1979. Sa carrière de séducteur s'épanouit à partir de Une page d'amour d'Élie Chouraqui d'après Émile Zola, dont il partage l'affiche avec Anouk Aimée ; suivent deux téléfilms signés Jean Chapot et Nelly Kaplan où il est associé avec Françoise Fabian et Krystyna Janda ou encore Le Regard dans le miroir avec Aurore Clément.
Cremer  s'illustre dans des réalisations signées Peter Kassovitz (L'Énigme blanche avec Jean Rochefort, Bulle Ogier et Claude Rich, Opération Ypsilon), Laurent Heynemann (Le Pays du soleil levant avec Fanny Ardant, Ceux de la soif d'après Georges Simenon aux côtés de Mimsy Farmer) ou encore Christian de Chalonge (un épisode de Les Dossiers de l'inspecteur Lavardin avec Jean Poiret). Il a aussi pour partenaire Gérard Lanvin dans La Traque, de Philippe Lefebvre et travaille régulièrement en Italie (série La Pieuvre).
En 1983, il incarne Sade et Josephine Chaplin qui joue la femme du terrible marquis, puis en 1989, dans L'Été de la Révolution, il personnifie Louis XVI quand Brigitte Fossey interprète Marie-Antoinette.
À partir de 1991, Bruno Cremer reprend à la télévision le rôle du commissaire Maigret (d'abord proposé à Julien Guiomar) dans un style proche de Raymond Souplex. En 2005, après cinquante-trois épisodes, sa voix doit être doublée par celle de Vincent Grass dans Maigret et l'Étoile du Nord, le dernier épisode de la série : atteint d'un grave cancer à la gorge, il décide alors d'arrêter son métier.

#### Mort
Le 9 août 2010, France Degand, son agent, annonce à l'AFP la mort de Bruno Cremer des suites d'un cancer de la langue et du pharynx imputé au tabac, le 7 août 2010, dans un hôpital parisien du 14e arrondissement de Paris,,.
Le 13 août, il est inhumé au cimetière du Montparnasse (division 26, grand cimetière), lors d'obsèques au goût de sa famille (brefs éloges par les intimes, musiques à la guitare…), après l'office en l'église Saint-Thomas-d'Aquin à Paris, en présence notamment de ses amis du conservatoire : Jean-Paul Belmondo, Jean Rochefort, Pierre Vernier, Claude Rich, Jean-Pierre Marielle, Niels Arestrup, Jacques Perrin, Monique Chaumette, Pierre Schoendoerffer, Jean-Claude Brisseau, Jacques Spiesser,,, entre autres.

### Vie privée

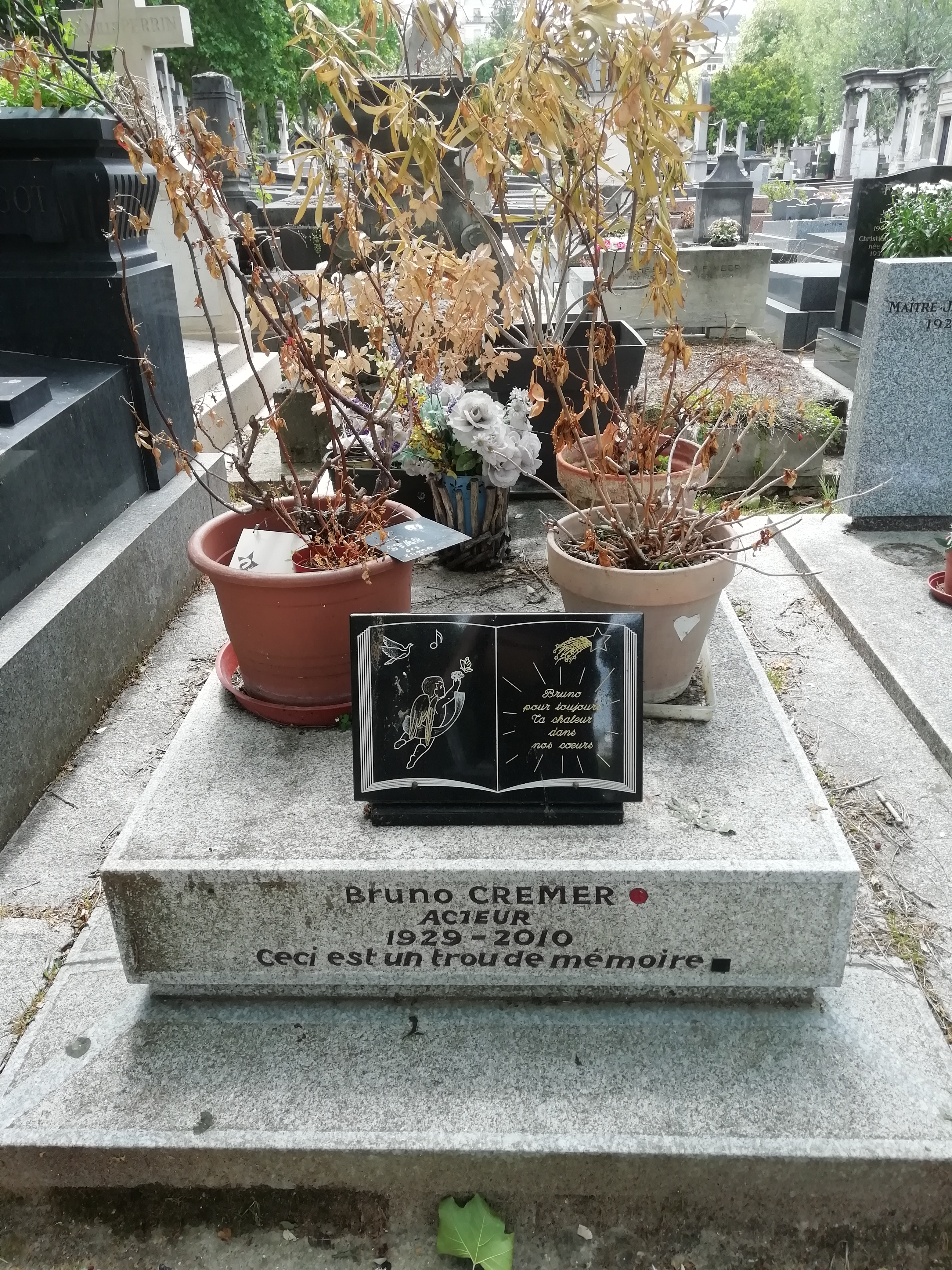
Tombe de Bruno Cremer au cimetière du Montparnasse (division 26).

Bruno Cremer a été marié à deux reprises :
- avec Chantal Courrier, une comédienne du Conservatoire, avec laquelle il a eu un fils, l'auteur Stéphane Crémer[5],[14] ;
- avec Chantal Hillion, psychiatre, avec laquelle il a eu deux filles, Constance et Marie-Clémentine[5], son épouse depuis décembre 1984[8].

En 2000, Bruno Cremer écrit Un certain jeune homme, un livre autobiographique qui s'arrête à la mort de son père, quarante ans auparavant.

## Théâtre
- 1952 : Robinson de Jules Supervielle, mise en scène Jean Le Poulain, théâtre de l'Œuvre
- 1953 : Richard II de William Shakespeare, mise en scène Jean Vilar, TNP : Willoughby
- 1955 : Un mari idéal d'Oscar Wilde, mise en scène Jean-Marie Serreau, théâtre de l'Œuvre
- 1956 : Chatterton d'Alfred de Vigny, mise en scène Michel Bouquet, théâtre de l'Œuvre
- 1956 : Pauvre Bitos ou le Dîner de têtes de Jean Anouilh, mise en scène de l'auteur et Roland Piétri, théâtre Montparnasse
- 1957 : Pauvre Bitos ou le Dîner de têtes de Jean Anouilh, mise en scène de l'auteur et Roland Piétri, Comédie des Champs-Élysées
- 1957 : Périclès, prince de Tyr de William Shakespeare, mise en scène René Dupuy, théâtre de l'Ambigu
- 1958 : La Maison des cœurs brisés de George Bernard Shaw, mise en scène Ariane Borg et Michel Bouquet, théâtre de l'Œuvre
- 1958 : L'Étrangère dans l'île de Georges Soria, mise en scène Jean Négroni, Studio des Champs-Elysées
- 1959 : Becket ou l'Honneur de Dieu de Jean Anouilh, mise en scène de l'auteur et Roland Piétri, théâtre Montparnasse
- 1971 : Alpha Beta de E. A. Whitehead, mise en scène Marcel Moussy, théâtre Antoine
- 1981 : Bent de Martin Sherman, mise en scène Peter Chatel, théâtre de Paris
- 1990-1991 : Love Letters d'Albert Ramsdell Gurney, mise en scène Lars Schmidt, avec Anouk Aimée
- 1997 : Après la répétition d'Ingmar Bergman, mise en scène Louis-Do de Lencquesaing, théâtre de la Renaissance

## Filmographie

### Cinéma
- 1952 : Les Dents longues de Daniel Gélin : l'homme qui sort de la boîte
- 1957 : Quand la femme s'en mêle de Yves Allégret : Bernard
- 1960 : Mourir d'amour de José Bénazéraf et Dany Fog : l'inspecteur Terens
- 1963 : Le Tout pour le tout de Patrice Dally : le médecin
- 1965 : La 317e Section de Pierre Schoendoerffer : l'adjudant Willsdorf
- 1965 : La Fabuleuse Aventure de Marco Polo de Denys de La Patellière et Noël Howard : Guillaume de Tripoli
- 1966 : Objectif 500 millions de Pierre Schoendoerffer : capitaine Jean Reichau
- 1966 : Paris brûle-t-il ? de René Clément : Colonel Rol-Tanguy
- 1967 : Si j'étais un espion de Bertrand Blier : Matras
- 1967 : Un homme de trop de Costa-Gavras : Cazal
- 1967 : L'Étranger (Lo straniero) de Luchino Visconti : le prêtre
- 1967 : Le Viol de Jacques Doniol-Valcroze : Walter
- 1968 : Les Gauloises bleues de Michel Cournot : le père
- 1968 : Bye bye, Barbara de Michel Deville : Hugo Michelli
- 1968 : Le tueur aime les bonbons (Un killer per sua maestà) de Federico Chentrens et Maurice Cloche : Oscar Snell
- 1969 : La Bande à Bonnot de Philippe Fourastié : Jules Bonnot
- 1970 : Cran d'arrêt de Yves Boisset : Lucas Lamberti
- 1970 : Pour un sourire de François Dupont-Midy : Michaël
- 1970 : Le Temps de mourir d'André Farwagi : Max Topfer
- 1971 : Biribi de Daniel Moosmann : Le capitaine
- 1972 : La Guerre d'Algérie de Yves Courrière et Philippe Monnier : narrateur
- 1972 : La Ligne de feu (L'amante dell'orsa maggiore) de Valentino Orsini
- 1972 : L'Attentat de Yves Boisset : Me Bourdier
- 1973 : Sans sommation de Bruno Gantillon : Donetti
- 1974 : Le Protecteur de Roger Hanin : Beaudrier
- 1974 : Les Suspects de Michel Wyn : Commissaire Bonetti
- 1975 : La Chair de l'orchidée de Patrice Chéreau : Louis Delage
- 1975 : Section spéciale de Costa-Gavras : Lucien Sampaix
- 1976 : Le Bon et les Méchants de Claude Lelouch : Bruno
- 1976 : L'Alpagueur de Philippe Labro : l’Épervier
- 1977 : Le Convoi de la peur (Sorcerer) de William Friedkin : Victor Manzon/Serrano
- 1978 : L'Ordre et la sécurité du monde de Claude d'Anna : Lucas Richter
- 1978 : Une histoire simple de Claude Sautet : Georges
- 1979 : On efface tout de Pascal Vidal : Claude Raisman
- 1980 : La légion saute sur Kolwezi de Raoul Coutard : Pierre Delbart
- 1980 : Même les mômes ont du vague à l'âme de Jean-Louis Daniel : Morton
- 1980 : Anthracite d'Édouard Niermans : le préfet des études
- 1981 : Une robe noire pour un tueur de José Giovanni : Alain Rivière
- 1981 : La Puce et le Privé de Roger Kay : Valentin « Val » Brosse
- 1981 : Aimée de Joël Farges : Carl Freyer
- 1982 : Espion, lève-toi de Yves Boisset : Richard
- 1982 : Josepha de Christopher Frank : Régis Duchemin
- 1983 : Le Marquis de Sade de Patrick Antoine (vidéo) : marquis de Sade
- 1983 : Le Prix du danger de Yves Boisset : Antoine Chirex
- 1983 : Effraction de Daniel Duval : Pierre
- 1983 : Un jeu brutal de Jean-Claude Brisseau : Christian Tessier
- 1984 : Le Livre de Marie d'Anne-Marie Miéville (court-métrage) : le Père
- 1984 : À coups de crosse (Fanny Pelopaja) de Vicente Aranda : Andrés
- 1984 : Le Matelot 512 de René Allio : le commandant Roger
- 1985 : Derborence de Francis Reusser : Séraphin
- 1985 : Le Transfuge de Philippe Lefebvre : Bernard Corain
- 1986 : Tenue de soirée de Bertrand Blier : l'amant
- 1987 : Falsch de Jean-Pierre Dardenne et Luc Dardenne : Joe
- 1988 : Adieu, je t'aime de Claude Bernard-Aubert : Michel Dupré
- 1988 : De bruit et de fureur de Jean-Claude Brisseau : Marcel
- 1989 : L'Union sacrée d'Alexandre Arcady : Joulin
- 1989 : Noce blanche de Jean-Claude Brisseau : François Hainaut
- 1990 : Tumultes de Bertrand Van Effenterre : le père
- 1991 : Money de Steven Hilliard Stern : Marc Lavater
- 1991 : Acte d'amour (Atto di dolore) de Pasquale Squitieri : Armando
- 1992 : Un vampire au paradis d'Abdelkrim Bahloul : Antoine Belfond
- 1993 : Taxi de nuit de Serge Leroy : Silver, le taxi
- 2000 : Sous le sable de François Ozon : Jean Drillon
- 2001 : Mon père, il m'a sauvé la vie de José Giovanni : Joe
- 2003 : Là-haut, un roi au-dessus des nuages de Pierre Schoendoerffer : le colonel

### Télévision

#### Téléfilms
- 1979 : Cet homme-là de Gérard Poitou-Weber : Joseph Pélieu
- 1980 : Une page d'amour d'Élie Chouraqui  : Dr Henri Deberle
- 1982 : Ce fut un bel été de Jean Chapot  : O'Connor-Schellendorf
- 1982 : Un fait d'hiver de Jean Chapot : le commissaire Miller
- 1985 : L'Énigme blanche de Peter Kassovitz  : Paul
- 1987 : Opération Ypsilon de Peter Kassovitz : Germain
- 1988 : Maigretqui
- 1988 : Lettera dal Salvador de Florestano Vancini : Marc
- 1989 : Ceux de la soif de Laurent Heynemann : Frank Sarnave
- 1989 : L'Été de la révolution de Lazare Iglésis : Louis XVI
- 1990 : Coma dépassé de Roger Pigaut : Yves Toledano
- 1991 : Tango Bar : Robert Ziani

#### Séries télévisées
- 1958 : En votre âme et conscience, épisode L'Affaire Beauvallon : De Flers
- 1959 : En votre âme et conscience, épisode L'Affaire des îles : l'avocat
- 1980 : Orient-Express de Marcel Moussy : Mikhaïl
- 1980 : La Traque de Philippe Lefebvre : le commissaire Chenu
- 1985 : Le Regard dans le miroir de Jean Chapot : Éric Chevallier
- 1987 : L'île de François Leterrier
- 1988 : Médecins des hommes : Marc
- 1989 : La Mafia, épisode Raid contre la mafia de Luigi Perelli : Antonio Espinosa
- 1990 : Les Dossiers de l'inspecteur Lavardin, épisode Le Diable en ville : Jacques Pincemaille
- 1990 : La Mafia, épisode Mort à Palerme de Luigi Perelli : Antonio Espinosa
- 1991 - 2005 : Maigret : le commissaire Jules Maigret
- 1992 : La Mafia, épisode Le Dernier Secret de Luigi Perelli : Antonio Espinosa

#### Série téléviséeMaigret
- 1991 : Maigret et la Grande Perche de Claude Goretta
- 1992 : Maigret chez les Flamands de Serge Leroy
- 1992 : Maigret et la Maison du juge de Bertrand Van Effenterre
- 1992 : Maigret et les Plaisirs de la nuit de José Pinheiro
- 1992 : Maigret et la Nuit du carrefour d'Alain Tasma et Bertrand Van Effenterre
- 1993 : Maigret se défend d'Andrzej Kostenko
- 1993 : Maigret et l'Homme du banc d'Étienne Périer
- 1993 : Maigret et les Témoins récalcitrants de Michel Sibra
- 1993 : Maigret et les Caves du Majestic de Claude Goretta
- 1994 : La Patience de Maigret d'Andrzej Kostenko
- 1994 : Maigret et le Corps sans tête de Serge Leroy
- 1994 : Maigret et le Fantôme de Hannu Kahakorpi
- 1994 : Maigret et l'Écluse n°1 d'Olivier Schatzky
- 1994 : Maigret : Cécile est morte de Denys de La Patellière
- 1994 : Maigret se trompe de Joyce Buñuel
- 1994 : Maigret et la Vieille Dame de David Delrieux
- 1995 : Maigret et la Vente à la bougie de Pierre Granier-Deferre
- 1995 : Les Vacances de Maigret de Pierre Joassin
- 1995 : Maigret et l'Affaire Saint-Fiacre de Denys de La Patellière
- 1996 : Maigret et le Port des brumes de Charles Nemes
- 1996 : Maigret et la Tête d'un homme de Juraj Herz
- 1996 : Maigret en Finlande de Pekka Parikka
- 1996 : Maigret tend un piège de Juraj Herz
- 1996 : Maigret a peur de Claude Goretta et Christian Karcher
- 1997 : Maigret et l'Enfant de chœur de Pierre Granier-Deferre
- 1997 : Maigret et le Liberty Bar de Michel Favart
- 1997 : Maigret et l'Improbable Monsieur Owen de Pierre Koralnik
- 1998 : L'Inspecteur Cadavre de Pierre Joassin
- 1999 : Maigret : Madame Quatre et ses enfants de Philippe Bérenger
- 1999 : Maigret : Meurtre dans un jardin potager d'Edwin Baily
- 1999 : Maigret : Un meurtre de première classe de Christian de Chalonge
- 2000 : Maigret chez les riches de Denys Granier-Deferre et Pierre Joassin
- 2000 : Maigret voit double de François Luciani
- 2001 : Maigret et la Croqueuse de diamants d'André Chandelle
- 2001 : Mon ami Maigret de Bruno Gantillon
- 2001 : Maigret et la Fenêtre ouverte de Pierre Granier-Deferre
- 2002 : Maigret et le Marchand de vin de Christian de Chalonge
- 2002 : Maigret chez le ministre de Christian de Chalonge
- 2002 : Maigret et le Fou de Sainte Clotilde de Claudio Tonetti
- 2002 : Maigret et la Maison de Félicie de Christian de Chalonge
- 2002 : Maigret à l'école d'Yves de Chalonge
- 2003 : Maigret et la Princesse de Laurent Heynemann
- 2003 : Un échec de Maigret de Jacques Fansten
- 2003 : Signé Picpus de Jacques Fansten
- 2003 : L'Ami d'enfance de Maigret de Laurent Heynemann
- 2004 : Les Scrupules de Maigret de Pierre Joassin
- 2004 : Maigret et l'Ombre chinoise, de Charles Nemes
- 2004 : Maigret chez le docteur de Claudio Tonetti
- 2004 : Maigret : Les Petits Cochons sans queue de Charles Nemes
- 2004 : Maigret et le Clochard de Laurent Heynemann
- 2004 : Maigret en meublé de Laurent Heynemann
- 2004 : Maigret et la Demoiselle de compagnie de Franck Appréderis
- 2004 : Maigret et les 7 Petites Croix de Jérôme Boivin
- 2005 : Maigret et l'Étoile du nord de Charles Nemes

## Publication
- Un certain jeune homme, Paris, Éditions de Fallois, 2000, 286 p.  (ISBN 2877063917).

## Distinctions

### Décorations
- Chevalier de la Légion d'honneur en 1988
- Officier de la Légion d'honneur par décret du 30 décembre 2003 (décoré par son ami, le réalisateur Pierre Schoendoerffer)[15]

### Récompenses
- Festival international du film francophone de Namur 1990 : Bayard d’or du meilleur comédien pour Tumultes de Bertrand Van Effenterre, au
- Festival du film d'aventures de Valenciennes 2001 : Meilleur comédien pour Mon père, il m'a sauvé la vie de José Giovanni, au